# The Twelve Days of Christmas

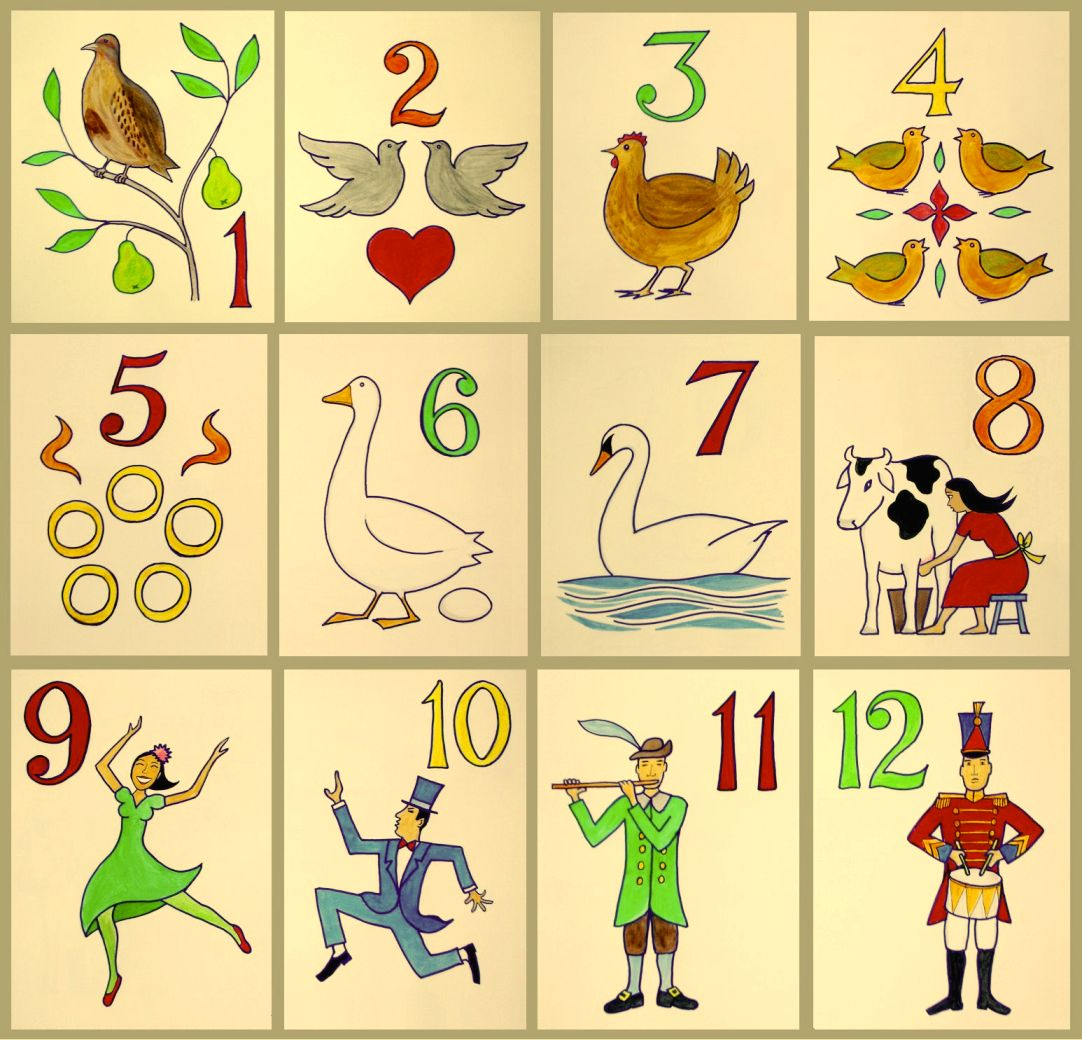
„The Twelve Days of Christmas“

The Twelve Days of Christmas (Die Zwölf Weihnachtstage) ist ein traditionelles Weihnachtslied in Form eines Kinderreims, der erstmals 1780 in einem englischen Kinderbuch veröffentlicht wurde. Das Lied wurde mehrfach bearbeitet und zählt heute zu den bekanntesten englischsprachigen Weihnachtsliedern.

## Geschichte
Die genaue Entstehungsgeschichte von The Twelve Days of Christmas ist unbekannt. Es wurde erstmals im Jahr 1780 als Kinderreim in dem englischen Kinderbuch Mirth without Mischief beschrieben, ist aber deutlich älter und vermutlich französischen Ursprungs. So sind heute mehrere Varianten von The Twelve Days of Christmas in Frankreich bekannt, unter anderem als La foi de la loi in Westfrankreich und als Les dons de l’an in Cambrai.
Eine Textvariante des Liedes wurde 1842 von dem Literaturhistoriker James Orchard Halliwell-Phillipps veröffentlicht. 1868 wurde The Twelve Days of Christmas erstmals von William Henry Husk in seiner Sammlung von Weihnachtsliedern abgedruckt. Die bekannteste Überarbeitung stammt von dem britischen Sänger Frederic Austin aus dem Jahr 1909. Austin ergänzte die Melodie für die Liedzeile five gold rings, die seitdem von nahezu allen Interpreten übernommen wurde. Austins Arrangement war trotz des Alters des Weihnachtsliedes noch bis zum Jahr 2022 urheberrechtlich geschützt.

## Inhalt und Form
In dem Lied wird in Form einer Zählgeschichte aufgelistet, welche Geschenke der Sänger an den Zwölf Weihnachtstagen zwischen dem Weihnachtstag (25. Dezember) und dem Dreikönigstag (6. Januar) von seiner wahren Liebe (true love) erhalten hat. Am ersten Tag wurde als Geschenk ein Rebhuhn in einem Birnbaum überreicht, am zweiten Tag zwei Turteltauben sowie das Geschenk vom Vortag, am dritten Tag drei französische Hühner, die beiden Turteltauben vom vorigen Tag sowie das Rebhuhn vom ersten Tag und immer so weiter. Die einzelnen Strophen werden so immer länger, da mit jedem Tag ein neues Geschenk hinzukommt, dessen Anzahl mit der fortlaufenden Nummerierung übereinstimmt.

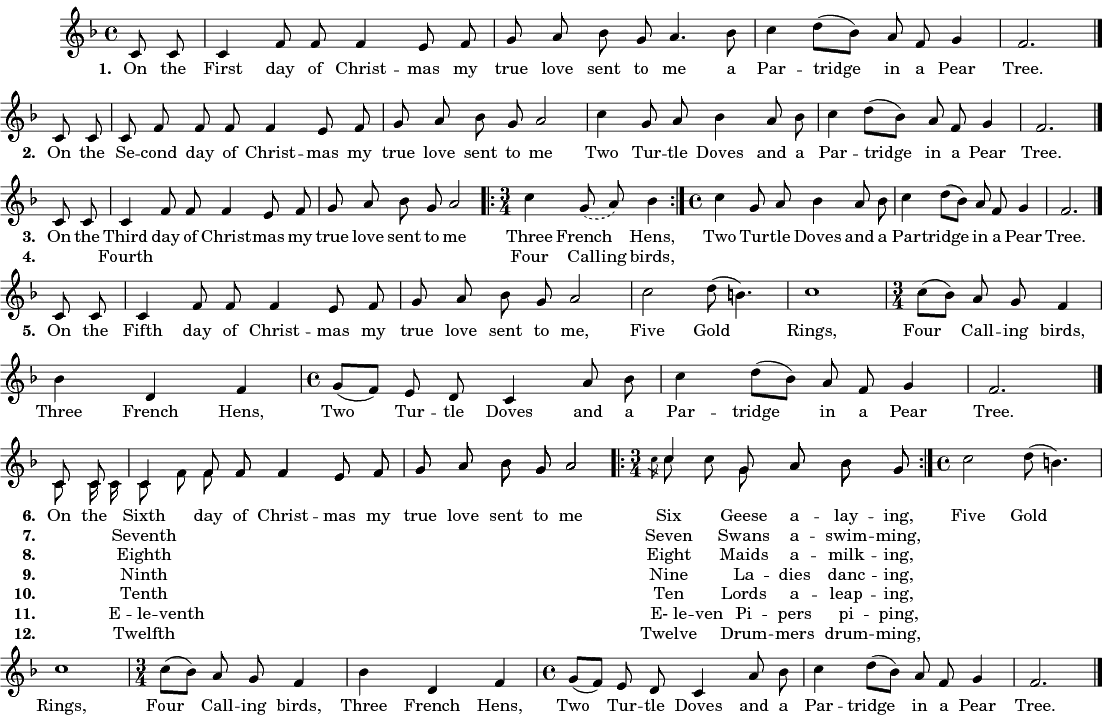
Notentext zu The Twelve Days of Christmas aus der Fassung von Frederic Austin

Am letzten Tag werden schließlich als Geschenke zwölf Trommler, elf Dudelsackspieler, zehn Moriskentänzer, neun Tänzerinnen, acht Mägde, sieben Schwäne, sechs Gänse, fünf goldene Ringe, vier Kanarienvögel, drei französische Hühner, zwei Turteltauben und ein Rebhuhn in einem Birnbaum überreicht (Englischer Originaltext: Twelve drummers drumming, Eleven pipers piping, Ten lords a-leaping, Nine ladies dancing, Eight maids a-milking, Seven swans a-swimming, Six geese a-laying, Five gold rings, Four calling birds, Three French hens, Two turtle doves, And a partridge in a pear tree).

### Deutung
Die Bedeutung der einzelnen Präsente ist heute unklar, einige Begriffe können auch anders interpretiert werden. So waren anstelle der vier Kanarienvögel („four calling birds“) ursprünglich „four collie birds“ beschrieben, womit kohlschwarze Amseln gemeint waren.
In einer stark umstrittenen Deutung werden religiöse Bezüge zu den Zahlen der Präsente hergestellt:
| Gegenstand                 | beziehe sich auf                                                |
| -------------------------- | --------------------------------------------------------------- |
| 1 Partridge in a Pear Tree | Gott                                                            |
| 2 Turtle Doves             | das Alte und das Neue Testament                                 |
| 3 French Hens              | Glaube, Hoffnung und Liebe, die theologischen Tugenden          |
| 4 Calling Birds            | die vier Evangelien / die vier Evangelisten                     |
| 5 Gold Rings               | der Pentateuch, die Geschichte des Sündenfalls                  |
| 6 Geese A-laying           | die sechs Tage der Schöpfung                                    |
| 7 Swans A-swimming         | die sieben Gaben des Heiligen Geistes / die sieben Sakramente   |
| 8 Maids A-milking          | die acht Seligpreisungen                                        |
| 9 Ladies Dancing           | die neun Früchte des Heiligen Geistes                           |
| 10 Lords A-leaping         | die zehn Gebote                                                 |
| 11 Pipers Piping           | die elf Apostel                                                 |
| 12 Drummers Drumming       | die zwölf Glaubenssätze des Apostolischen Glaubensbekenntnisses |

## Aufnahmen
Zahlreiche Künstler haben The Twelve Days of Christmas aufgenommen, unter ihnen Judy Collins, Ray Conniff, Bing Crosby & The Andrews Sisters, The King’s Singers & Mormon Tabernacle Choir, Glenn Miller, Kenny Rogers, Frank Sinatra, The Spinners, Abney Park und Pentatonix. 1998 veröffentlichte Reinhard Mey mit Die 12 Weihnachtstage eine deutschsprachige Version des Weihnachtsliedes als Single. Gerhard Schöne veröffentlichte 2004 und 2010 Die zwölf Weihnachtsfeiertage als Titel 3 des Albums: Könige aus Morgenland.
Da es wohl viele Texter reizt, sich immer neue Aufzählungen von zwölf Geschenken auszudenken, dürfte The Twelve Days of Christmas das Weihnachtslied sein, das am häufigsten parodiert wurde und wird. Eine Kölner Twelve-Days-Parodiensammlung von 2018 kommt auf über 200 Parodien, die in folgende Kapitel unterteilt werden können:
a) The Twelve Days in verschiedenen Regionen, Ländern, Ethnien:
(Versionen aus: Australien, Jamaika, Kanada, Neuseeland, Puerto Rico, Schottland, Hawaii; New Mexico, Rhode Island; Texas, Utah, Latin-Style; Italien-Style, Indien-Style, 12 Days of Indian Stereotypes usw.),
b) anstrengende und schmerzhafte Weihnachtstage, moderne Geschenke u. ä.
(12 Pains of Christmas. The 12 Gifts; The 12 Yats; Modern 12 Days; The 12 Days of Ch.to a Girl 12 Days After Christmas; Ghetto Days; 12 Days of Guido)
c) Parodien zu Videospielen, Fernsehserien usw.
(Sesamstraße, Elmmo, StarCraft, Call of Duty; Minecraft; Inspector Gadget; Twin Peaks; Phantom der Oper; Sansmas; Tumbl; 12 Books of RA; 3 Undertale Versionen; Alphans; Yaksma; Nickmas; Backyardigans; Garfield; Pokémon; Barbies; Phineas and Ferb Holiday Favorites Disney; Scrubs; Days of Investigating–The x-Files; Versch.Versionen zu Supernatural Style)
d) Schule, Studium und Freizeit, Sport, Workout (Training)
(The First 12 Days of School ; School Days of Christmas; 12 days of college; of finals ;12 days of (New England) patriots 12 Days of Camping; of Scrapbooking; of Scouting (Pfadfinder); of Summer Camp; of Krysalis Fitness; ca 25 Versionen: of Christmas Workout;)
e) Berufe, Computer, Internet
(12 Days techmas the TD; 12 days of Journalism: of AOL; of Beta Testing; 12 computerised days; of Business-The Capital Steps; in the pharmacy; of Dentist; Truckers version; of Farmer);
f) Sex, Erotik, Erwachsenen-Versionen
(boyfriends begging; 12 days Dirty and Thirty; of Explicit; 12 Gays of; 12 sexy days; 12 Days with Swear Words)
g) Politische Parodien
(12 Days of Political Correctness; of government of UK Politic-mas; 2 Parodien zu Vietnam; 12 days of Terrorists ; of Rasist Christmas ; Rassist Black Version; of Global Warming; 3 Parodien zu Bill & Hillary Clinton, 1 Parodie zu Obama, 5 Versionen zu Donald Trump)
h) Essen, Trinken, Drogen
(12 days of fast food; of Dim Sum; ca. 10 Versionen zum Alkohol, z. B.: The twelve drinks; 12 Daze of; of Spirit; of Christmas Drinking; ca. 10 Versionen zu Cannabis, Wasserpfeife und anderen Drogen z. B.: 12 Days Of Marijuana; 12 Tokes of; 12 Drugs of; 12 Days of Stoner (Kiffer) Christmas)
Zu den erfolgreichen Parodien zählen die Aufnahme The Twelve Gifts of Christmas des Comedians Allan Sherman, Frank Kellys Christmas Countdown, die sich 1982 in den irischen Single-Charts platzieren konnte, sowie die Version von Bob und Doug McKenzie, zwei Figuren aus der kanadischen Comedysendung Second City TV, die von Rick Moranis und Dave Thomas verkörpert wurden. Eine zumindest textlich authentische Version von The Twelve Days of Christmas nahm 1979 der US-amerikanische Country-Musiker John Denver zusammen mit den Muppets für das Album A Christmas Together auf. Zu Weihnachten 2000 veröffentlichte Blizzard Entertainment eine an ihr Computerspiel StarCraft angelehnte Fassung als MP3-Datei. Weiterhin wurde 2010 von der Band „The Kings of Carnage“ ein Album namens A very zombie Christmas veröffentlicht, in dem einige Weihnachtslieder umgedichtet werden, sodass sie für den „Nazi Zombie Modus“ der Spielereihe „Call of Duty“ passen. In diesem Album befindet sich ebenfalls eine Parodie von The Twelve Days of Christmas.
Der Oscar-nominierte Kurzfilm On the Twelfth Day (1955) handelt von einer Frau, deren Freund Truelove sie nach den Angaben im Lied beschenkt und damit für Chaos sorgt. Das Lied wird dabei analog zur Handlung gesungen.
Vom kanadischen Blechbläser-Ensemble "Canadian Brass" gibt es eine Aufnahme mit 12 Komponisten und deren bekanntesten Werke (Samuel Scheidt – Galliarde, Henry Purcell/Jeremiah Clarke – Trumpet Tune, Johann Sebastian Bach – Toccata, und Fuge, Georg Friedrich Händel – Wassermusik, Wolfgang Amadeus Mozart – Horn Konzert, Joseph Haydn – Trompeten Konzert, Gioacchino Rossini – Ouvertüre Wilhelm Tell, Richard Wagner – Walkürenritt, Peter Tschaikowsky – 1812 Ouvertüre, Scott Joplin – The Entertainer, John Philipp Sousa – Stars and Stripes forever).

## Weihnachtspreisindex

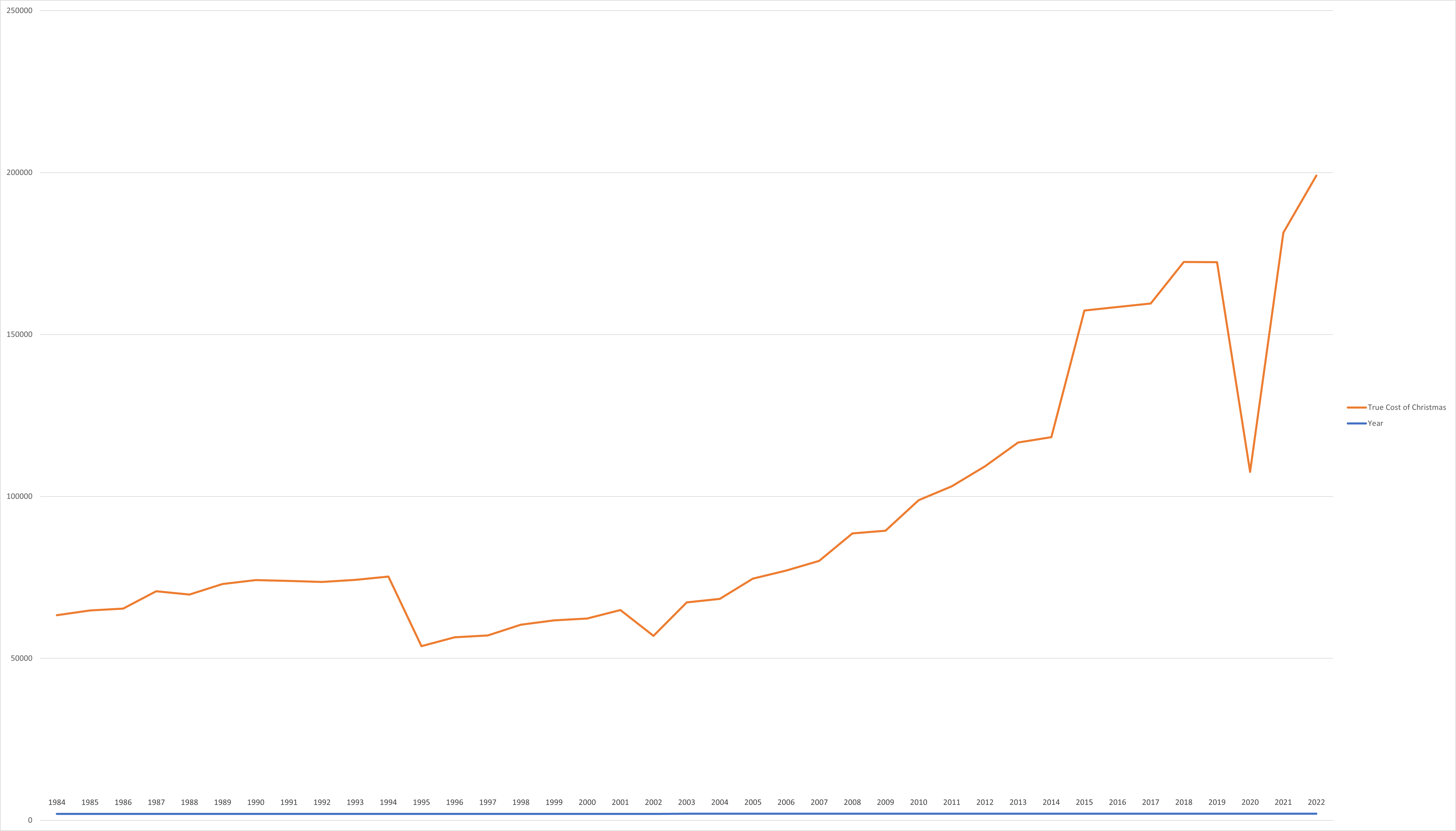
Entwicklung der wahren Kosten von Weihnachten von 1984 bis 2022

1984 hat das US-amerikanische Kreditinstitut PNC Financial Services erstmals die Kosten für den Kauf der Güter bestimmt, die in The Twelve Days of Christmas beschrieben werden. Seitdem wird die Preisentwicklung jährlich verfolgt, so dass mit dem Christmas Price Index ein Preisindex ermittelt wurde, der zwar als wissenschaftlicher Witz betrachtet wird, dessen Verlauf aber gut die allgemeine Preisentwicklung in den Vereinigten Staaten wiedergibt.
Zur Ermittlung des Weihnachtspreisindexes werden verschiedene Quellen genutzt. Für die Vögel werden die Preise in Zoohandlungen, dem Zoo von Cincinnati und dem National Aviary in Pittsburgh angefragt. Der Preis der Goldringe wird von einem Juwelier ermittelt, der Preis für den Birnbaum basiert auf den Angeboten einer Baumschule in Philadelphia. Für die verschiedenen Musiker, Tänzer und Mägde werden die entsprechenden Tariflöhne in die Berechnung einbezogen.
Neben dem normalen Weihnachtspreisindex, in dem die Kosten für einen Birnbaum, ein Rebhuhn, zwei Tauben, drei Hühner usw. addiert werden, werden zusätzlich die „Wahren Kosten von Weihnachten“ berechnet, bei denen die Wiederholungen in den einzelnen Strophen berücksichtigt werden. Diese Kosten setzen sich somit aus den Preisen für insgesamt 364 Güter zusammen (12 Birnbäume und Rebhühner, 22 Tauben, 30 Hühner usw.).
Im Jahr 2009 stieg der Weihnachtspreisindex aufgrund der schwachen US-Wirtschaft während der Finanzkrise um moderate 1,8 %. Die größte Preissteigerung gab es für die Goldringe, da der Goldpreis im Herbst 2009 neue Rekordwerte erreicht hatte; dagegen halbierte sich der Preis für das Rebhuhn im Vergleich zum Vorjahr. Insgesamt erreichte der Weihnachtspreisindex im Jahr 2009 einen Wert von 21.465,56 US-Dollar, die „Wahren Kosten von Weihnachten“ betrugen 87.402,81 US-Dollar. Einen weiteren Einbruch gab es 2020 während der COVID-19-Pandemie, da einige Dienstleistungen nicht zur Verfügung standen und somit nicht eingerechnet wurden.